# Alepisauridae

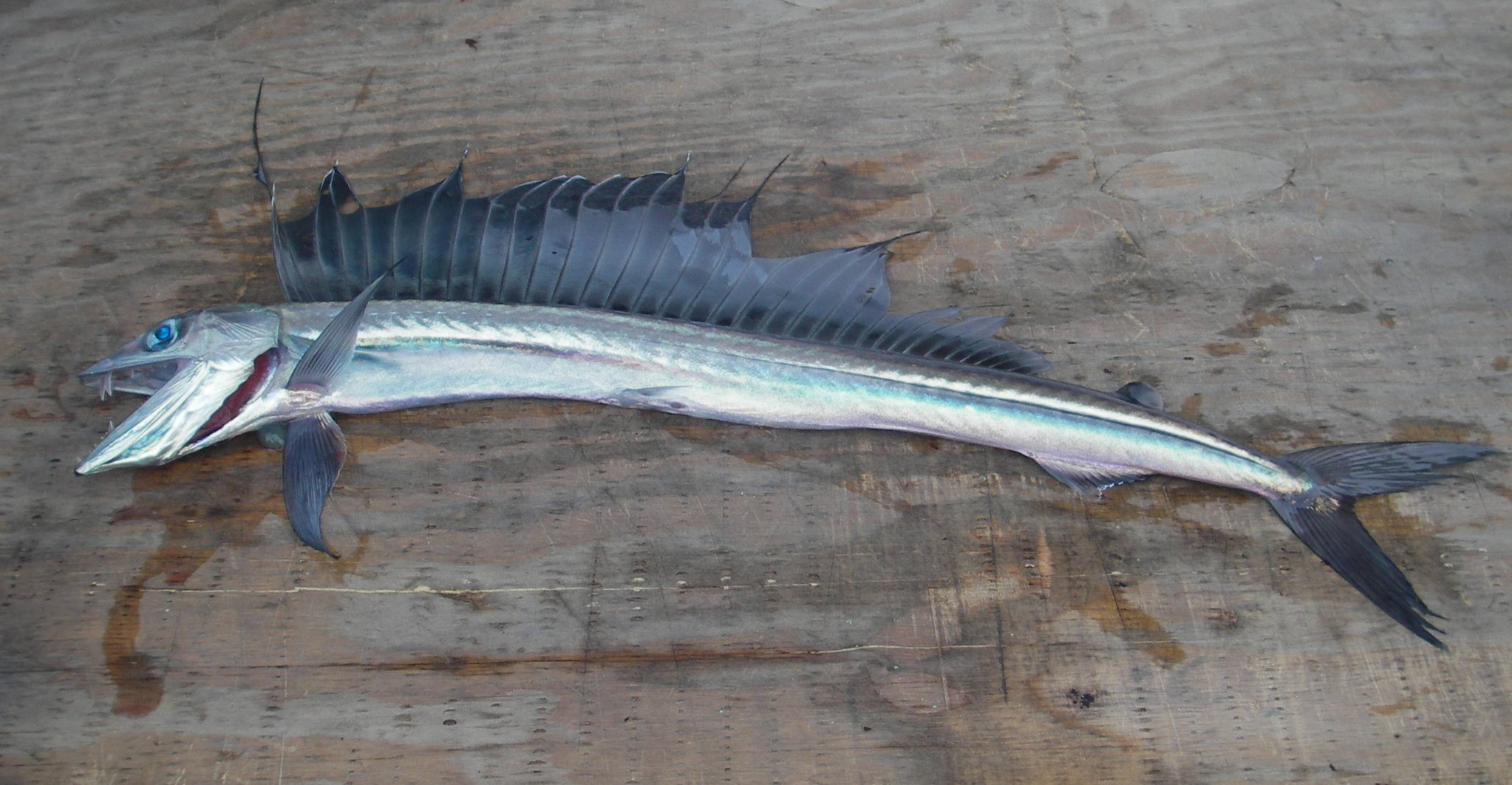
Alepisaurus ferox

La famiglia Alepisauridae comprende 2 specie di pesci abissali, appartenenti all'ordine Aulopiformes. Comprende il solo genere Alepisaurus.

## Distribuzione e habitat
Questi pesci sono diffusi negli abissi dell'Atlantico e del Pacifico. Si ritrovano anche nelle acque profonde del Giappone, Portogallo e Madera.
Alepisaurus ferox è stato segnalato anche nel mar Mediterraneo in acque italiane.
Fanno vita batipelagica.

## Descrizione
Il corpo è molto allungato e sottile, non appiattito lateralmente ma a sezione più o meno circolare. Bocca ed occhi grandi. I denti sono sottili e molto lunghi. La pinna dorsale è lunga e molto alta. La pinna anale è piccola; le pinne ventrali sono inserite molto indietro (all'incirca a metà della pinna dorsale). La pinna caudale è biloba. Le scaglie, i fotofori e la vescica natatoria sono assenti.
Il colore di questi pesci quando sono vivi è biancastro madreperlaceo sul ventre e più scuro sul dorso con pinne molto scure o nere.
Sono pesci di grandi dimensioni, fino a 2 metri di lunghezza.

## Biologia
Poco nota. Effettuano migrazioni oceaniche anche su lunghissime distanze.

## Riproduzione
Sono ovipari ed ermafroditi. Uova e larve sono pelagiche.

## Alimentazione
Si nutre di cefalopodi, crostacei, salpe e pesci.

## Etimologia
Il nome scientifico della famiglia deriva dalle parole greche a, senza + lepis, scaglie + sauros, lucertola e significa lucertola senza scaglie, certamente dovuto all'aspetto da rettile delle due specie.

## Pesca
Si catturano molto raramente con reti a strascico o palamiti.
Le carni sono commestibili ma flaccide e di scarsissimo valore, inoltre l'aspetto inquietante non favorisce il consumo di questi pesci.

## Specie
- Alepisaurus brevirostris
- Alepisaurus ferox